# Signalisation des sentiers de randonnée

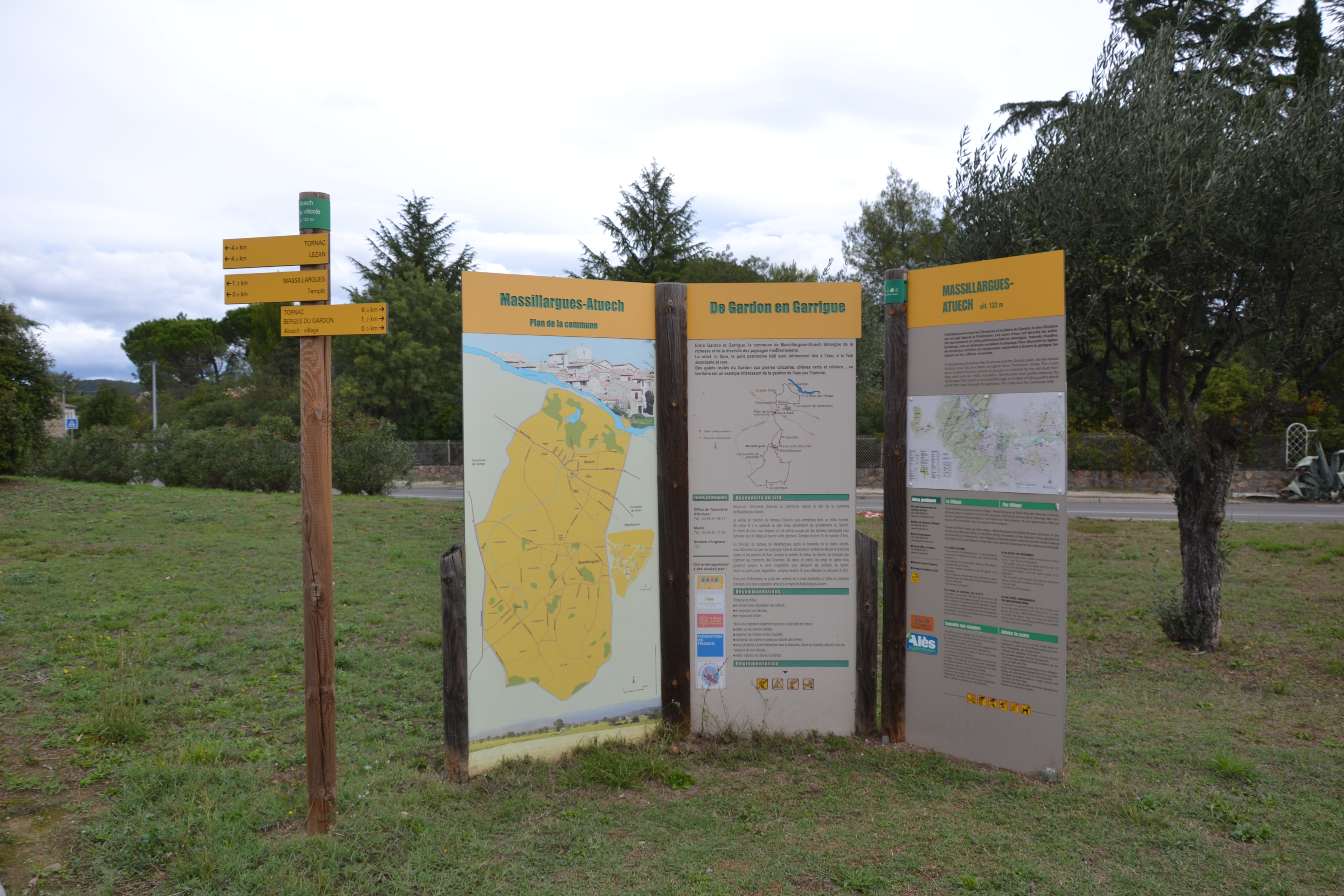
Panneaux d'informations des randonneurs au départ de sentiers en France.

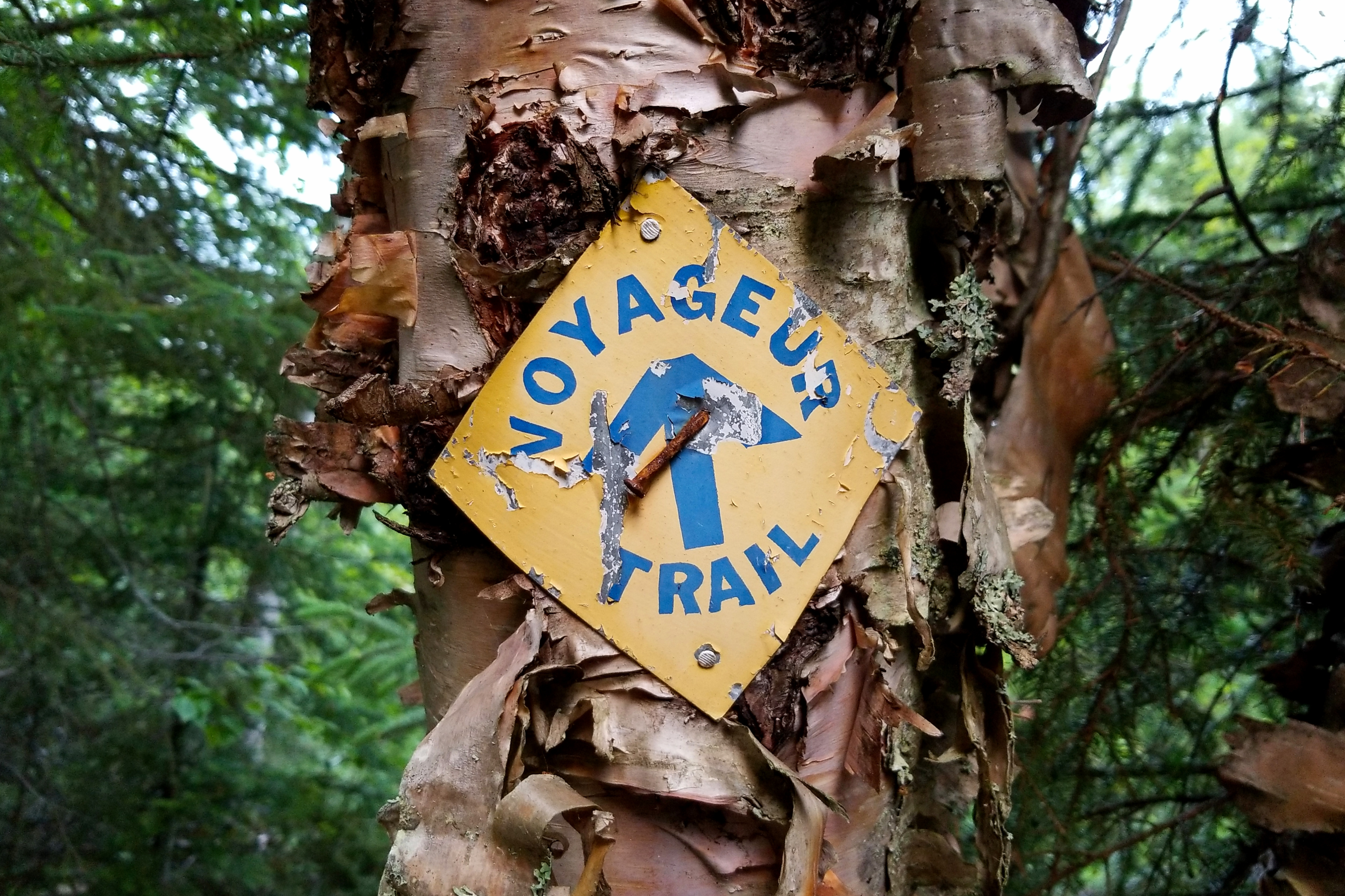
Balise à Canada

La signalisation des chemins pédestres ou balisage est le marquage des sentiers par le moyen de signes codifiés placés à intervalles réguliers, d'indications de changement de direction (fléchage, marquage à la peinture) et d'indication de distance ou de durée du trajet (panneaux, balises). Cette signalisation permet au promeneur/randonneur de s'orienter et de suivre des itinéraires répertoriés, lui évitant ainsi de se perdre ou d'emprunter des itinéraires dangereux.

## Histoire
Dans les temps anciens, cette signalisation était souvent réalisée par des coups de hachette sur le tronc des arbres ou par des cairns. De nos jours, cette signalisation concerne principalement les sentiers de randonnée et est généralement réalisée avec des symboles colorés peints sur les arbres et les rochers ou sur des poteaux et panneaux de signalisation.
En 1975, les balisages font leur apparition sur le GR7 qui commence à être balisé.

## Contraintes

### Critères de qualité
- Respect de l'environnement
- Esthétique et harmonie avec le paysage
- Lisibilité
- Entretien
- Durabilité
- Discrétion

## Types de signalisation

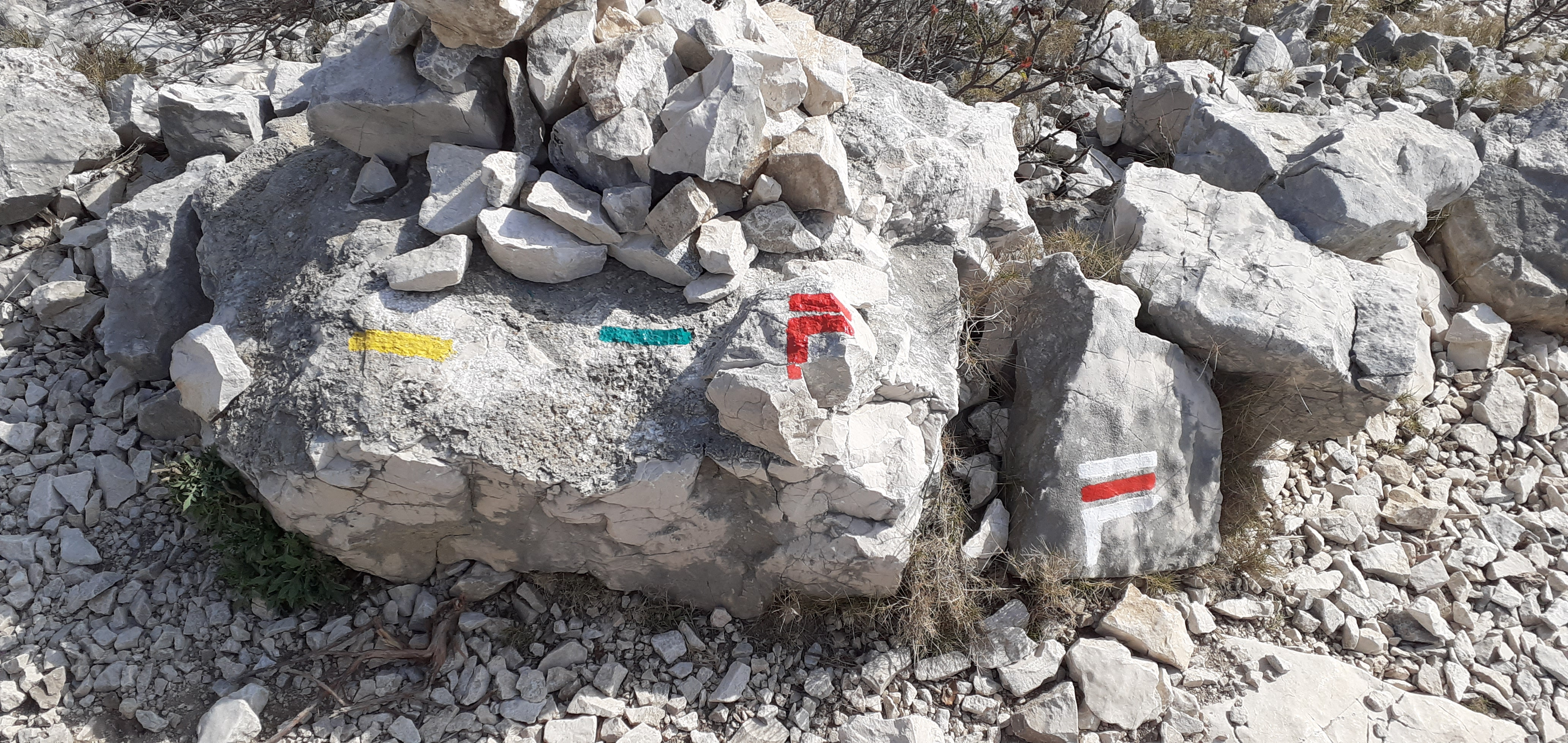
Balisage peint dans les Calanques : sentier commun aux parcours vert et jaune, changement de direction à droite pour l'itinéraire rouge et le GR.

- Marquage peint : c'est le marquage le plus courant. Il peut être peint sur des supports naturels (arbres, rochers) ou artificiels (poteaux électriques ou directionnels, murs et constructions diverses).
- Marquage gravé.
- Marquage fixé : le balisage des sentiers de grande randonnée (GR et GRdP notamment) peut être réalisé à l'aide d'autocollants reproduisant la signalétique officielle, apposés sur les poteaux et pylônes.
- Cairn.

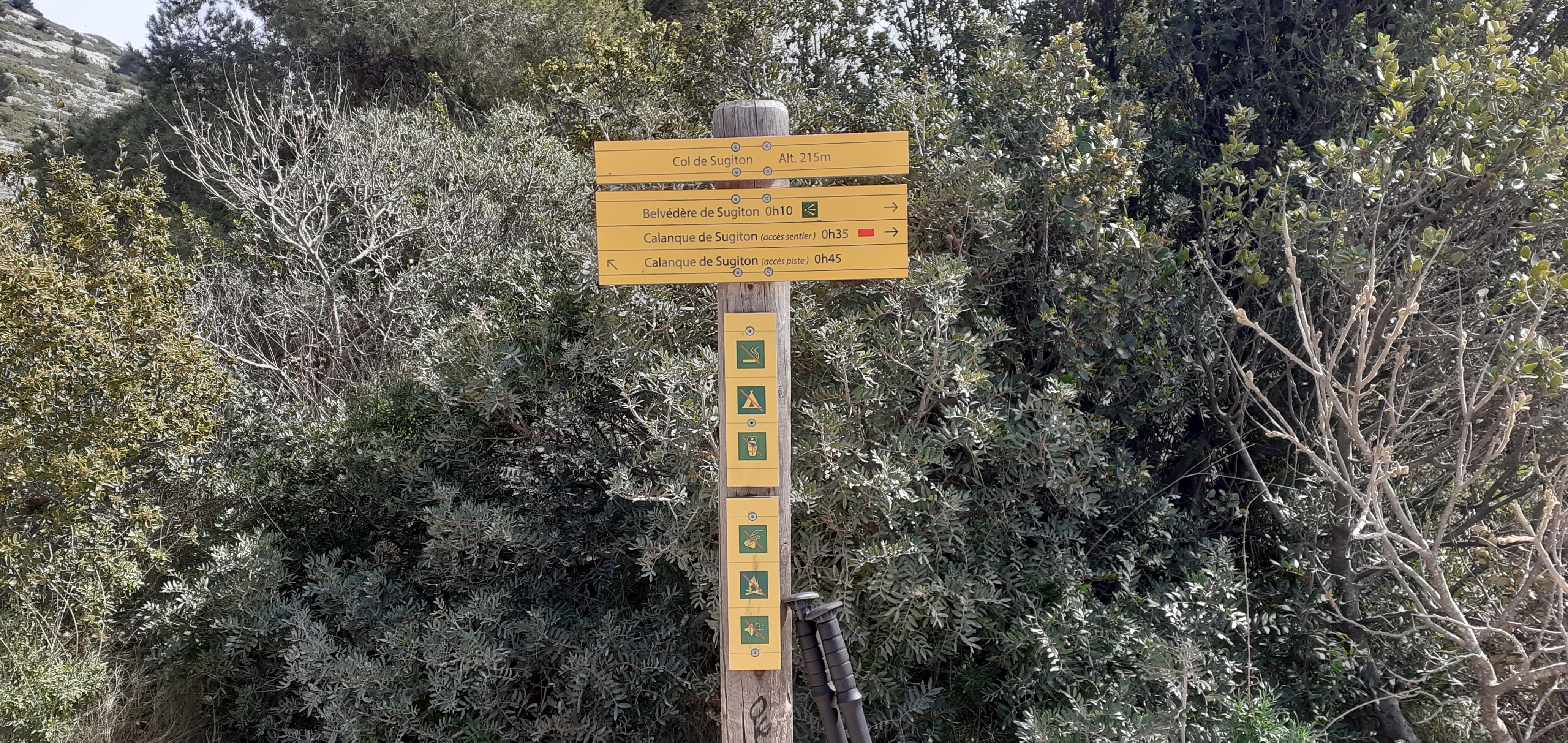
Calanques : signalétique de proximité en complément du balisage de randonnée.

- Panneau de signalisation : poteau en bois sur lequel sont fixés un ou plusieurs panneaux directionnels. Ils peuvent être numérotés, ce qui permet de les repérer facilement sur la carte IGN. Dans certains départements, ces panneaux de signalisation sont appelés « balises ».

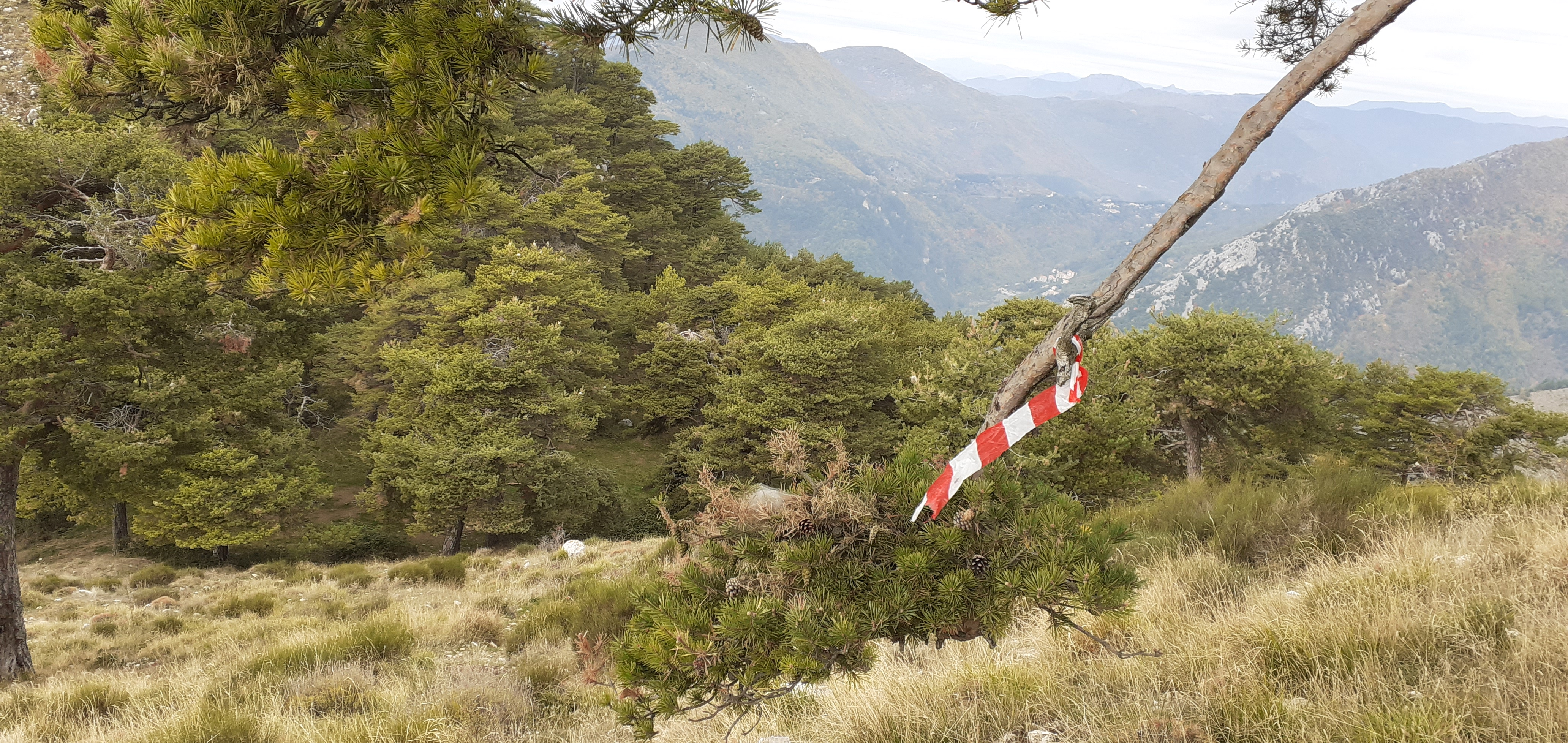
Balisage temporaire à l'aide d'un ruban de signalisation.

- Rubans noués : balisage temporaire, il est réalisé avec du ruban de signalisation fixé généralement à la végétation. Très utilisé pour baliser dans la campagne ou dans les forêts dans le cadre de manifestations sportives de plein air : randonnées pédestres, circuits vtt, etc.

## Pratique selon les pays

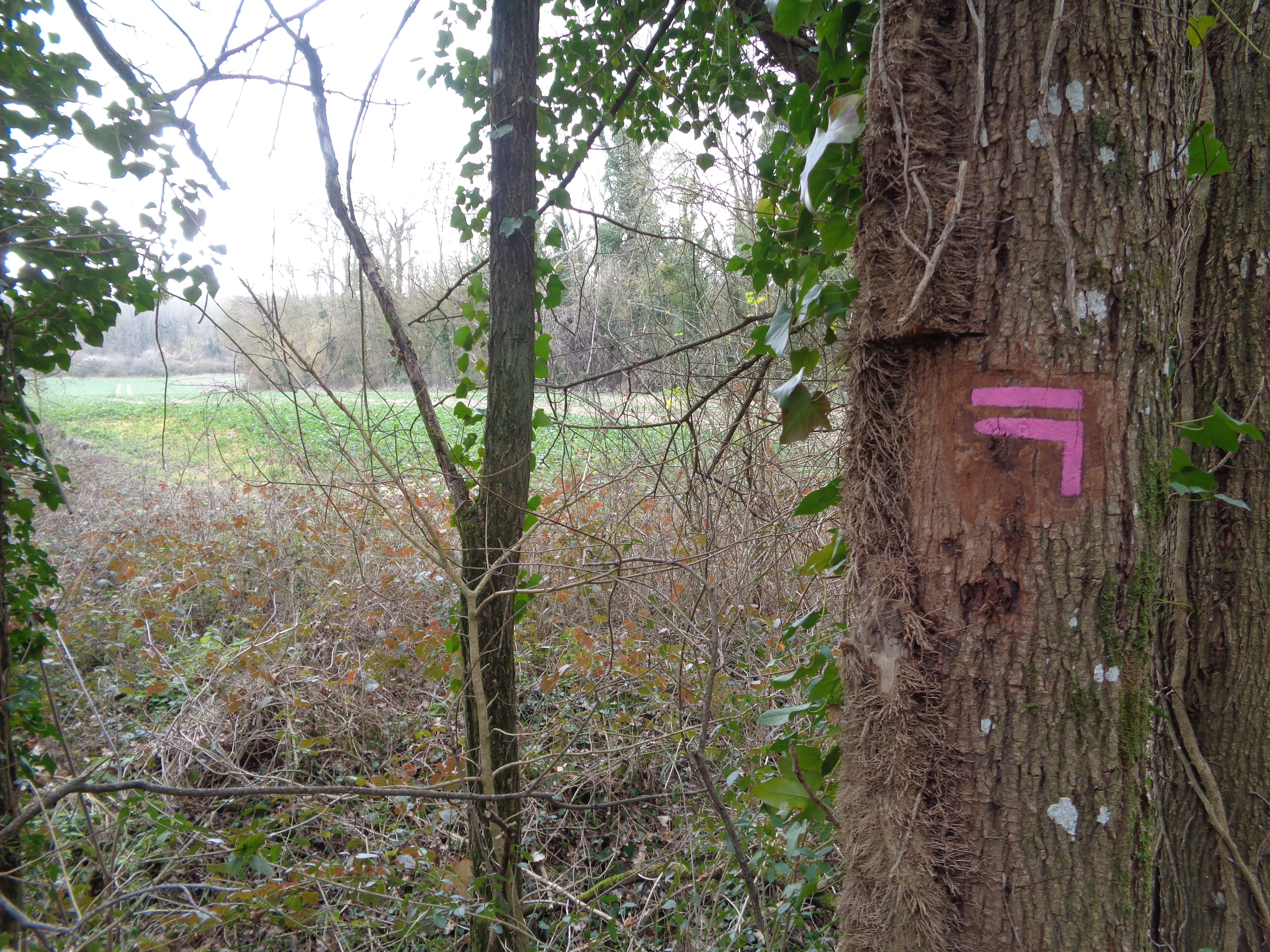
Balisage d'un itinéraire de petite randonnée en Île-de-France. Cette signalisation indique de tourner à gauche pour suivre l'itinéraire. Une partie de l'itinéraire est commune à un autre itinéraire de petite randonnée balisé en jaune, d'où l'emploi du magenta pour les différencier.

Les symboles et règles de signalisation des sentiers varient selon les régions et les pays.

### France
En France, les sentiers de Grande randonnée (GR), de Petite Randonnée (PR) et de Grande Randonnée de Pays (GRP) sont balisés et entretenus par différents organismes publics ou associatifs : l'Office national des forêts (ONF), les parcs nationaux, les parcs naturels régionaux, Club alpin français (CAF), le Club vosgien, etc.
La Fédération française de la randonnée pédestre (FFRP) a défini une charte pour décrire précisément le balisage et la signalisation.
Le Club vosgien utilise quant à lui un balisage plus diversifié, reposant sur des figures géométriques de base dont la couleur varie :
| Type de symbole    | Rectangle                   | Losange                     | Rectangle barré de blanc       | Triangle                    | Croix droite                | Chevalet                    | Disque                            | Anneau                             |                             |
| ------------------ | --------------------------- | --------------------------- | ------------------------------ | --------------------------- | --------------------------- | --------------------------- | --------------------------------- | ---------------------------------- | --------------------------- |
| Couleurs possibles | Rouge - Bleu - Vert - Jaune | Rouge - Bleu - Vert - Jaune | Rouge - Bleu - Vert - Jaune    | Rouge - Bleu - Vert - Jaune | Rouge - Bleu - Vert - Jaune | Rouge - Bleu - Vert - Jaune | Rouge - Bleu - Vert - Jaune       | Rouge - Bleu - Vert - Jaune        | Rouge - Bleu - Vert - Jaune |
| Type de randonnée  | Grands parcours             | Sentier interdépartemental  | Variante ou accès au rectangle | Liaison Petite randonnée    | Liaison Petite randonnée    | Liaison Petite randonnée    | Randonnée circulaire > 4 h marche | Circuit auto-pédestre < 3 h marche |                             |
| Photo              |                             |                             |                                |                             |                             |                             |                                   |                                    |                             |

Les bornes indiquent généralement en proue l’altitude, le lieu-dit et ont un logo de leurs parcs respectifs si elle en font partie en vert foncé. Les directions sont données par des panneaux indicateurs jaunes — blancs pour le Club vosgien — avec le nombre de kilomètres et le temps estimé sans pause pour un marcheur.

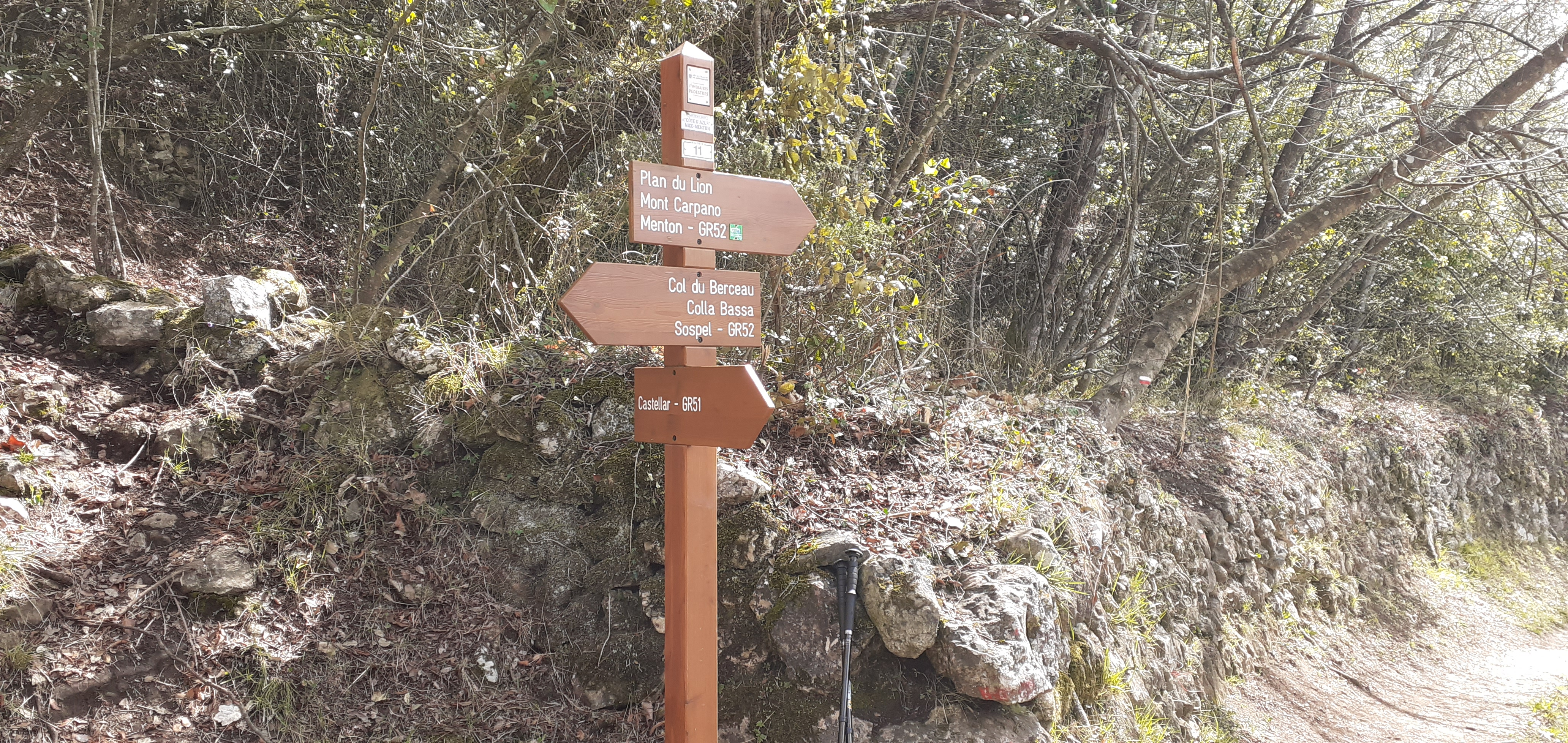
Balise au carrefour de deux sentiers de grande randonnée (GR 51 et 52) dans les Alpes-Maritimes.
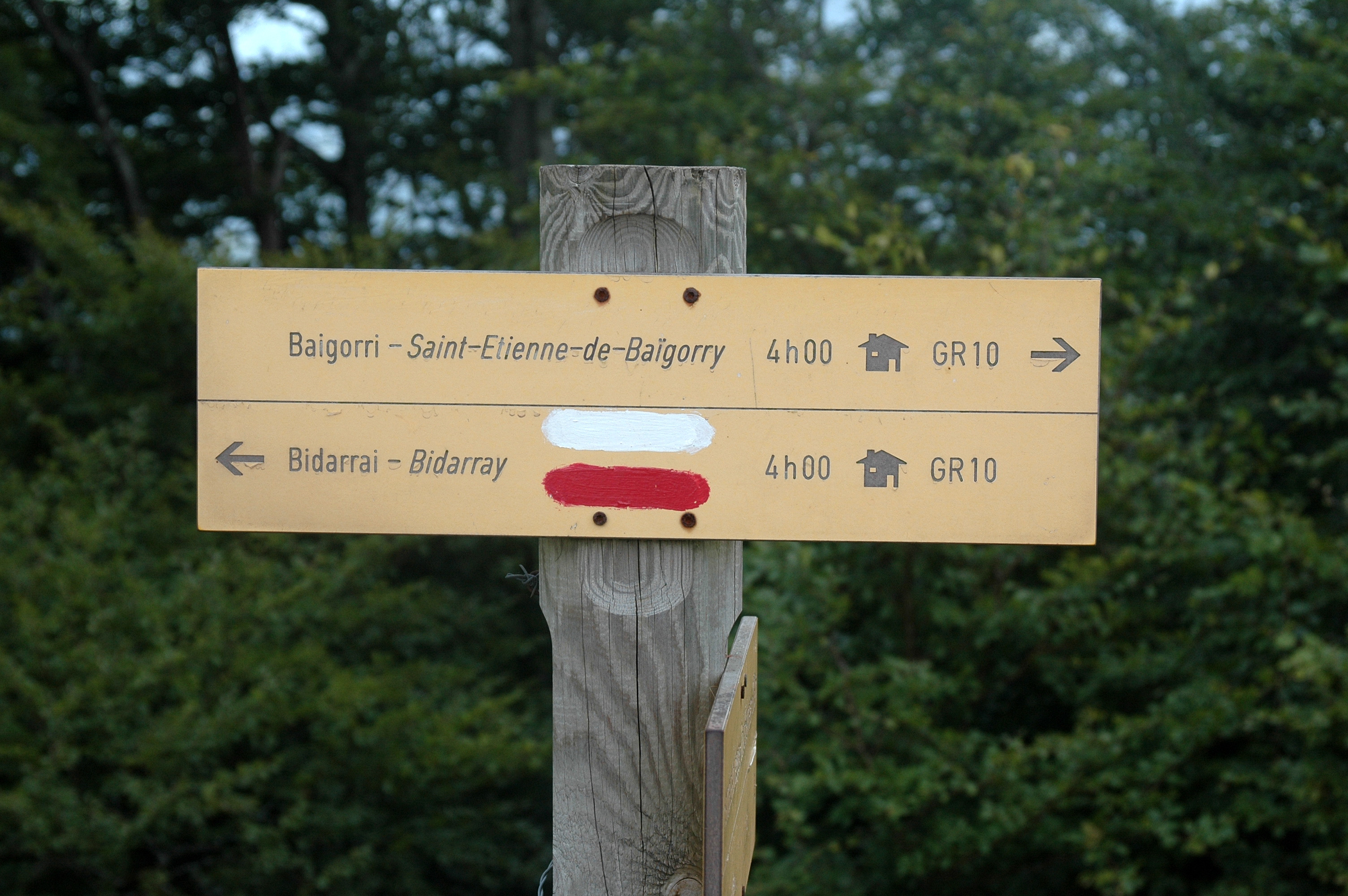
Saint-Étienne-de-Baïgorry, marque du GR 10 au col d'Harrieta (808 m).
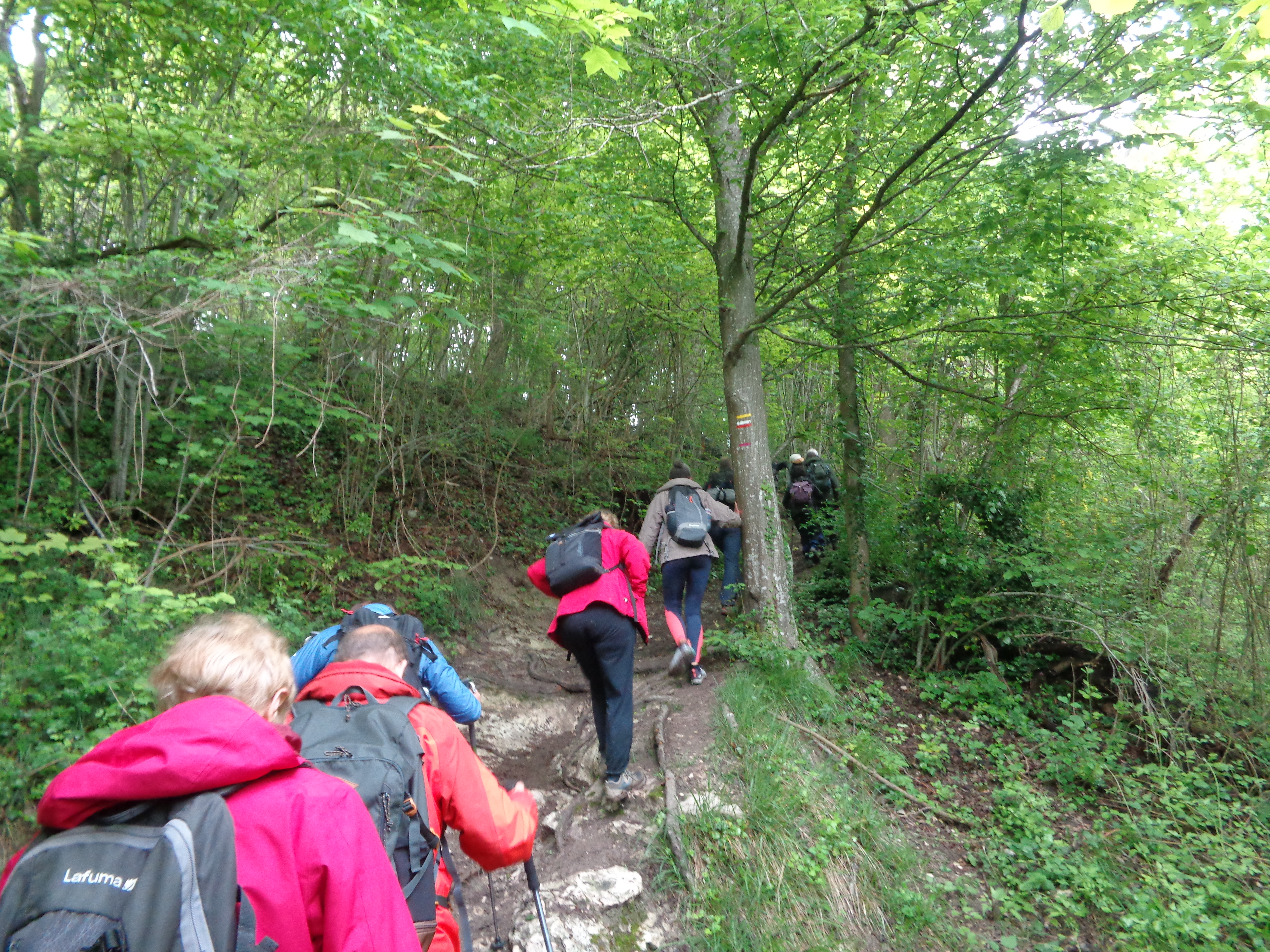
Randonneurs suivant le tracé sur un arbre d'un sentier de randonnée en Seine-et-Marne, en France, en 2023. Sur ce segment, un sentier de petite randonnée (marquage jaune) coïncide avec un sentier de grande randonnée (marquage blanc et rouge).
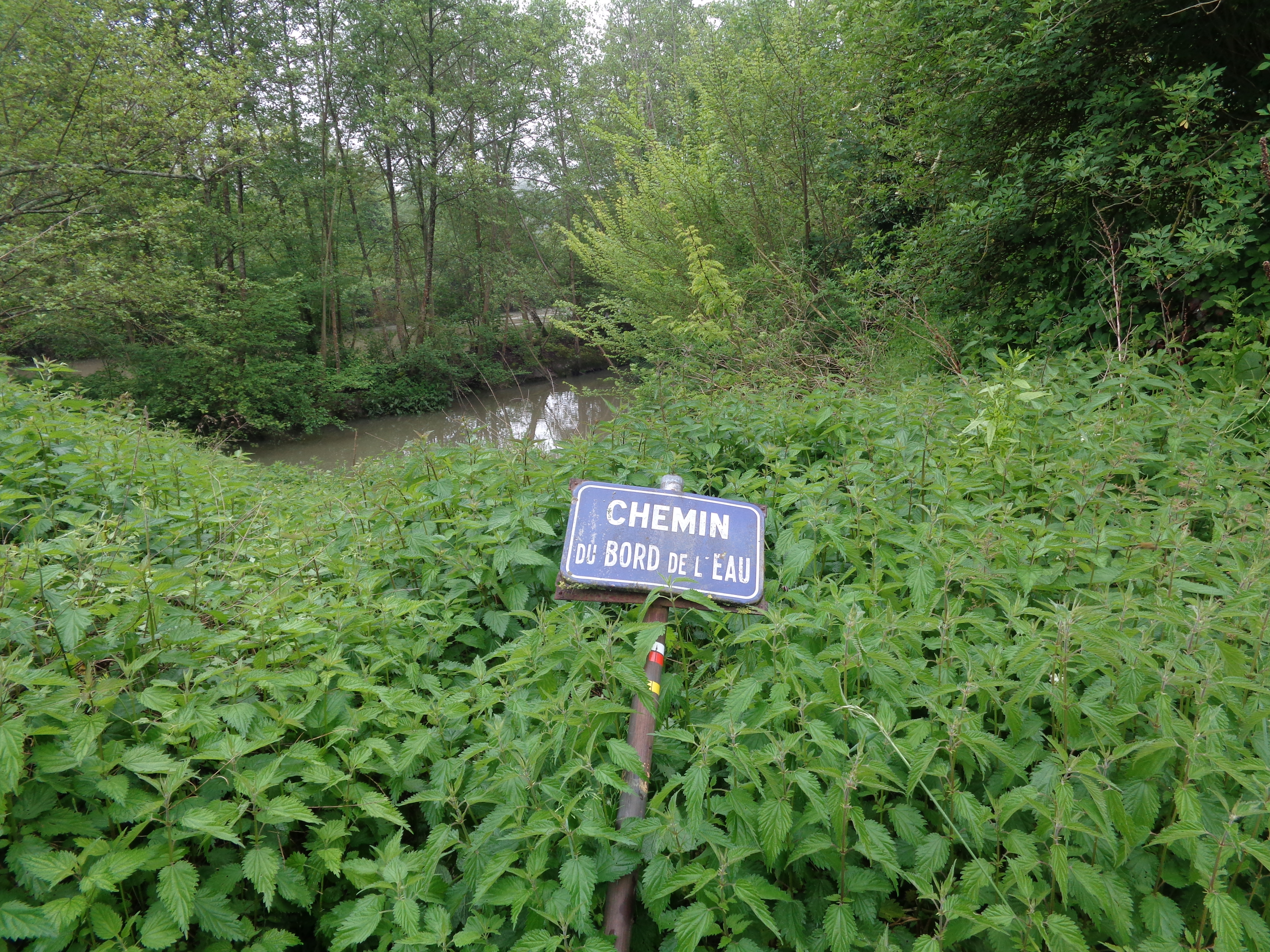
Balisage de sentiers de randonnée sur un poteau renversé en Seine-et-Marne.
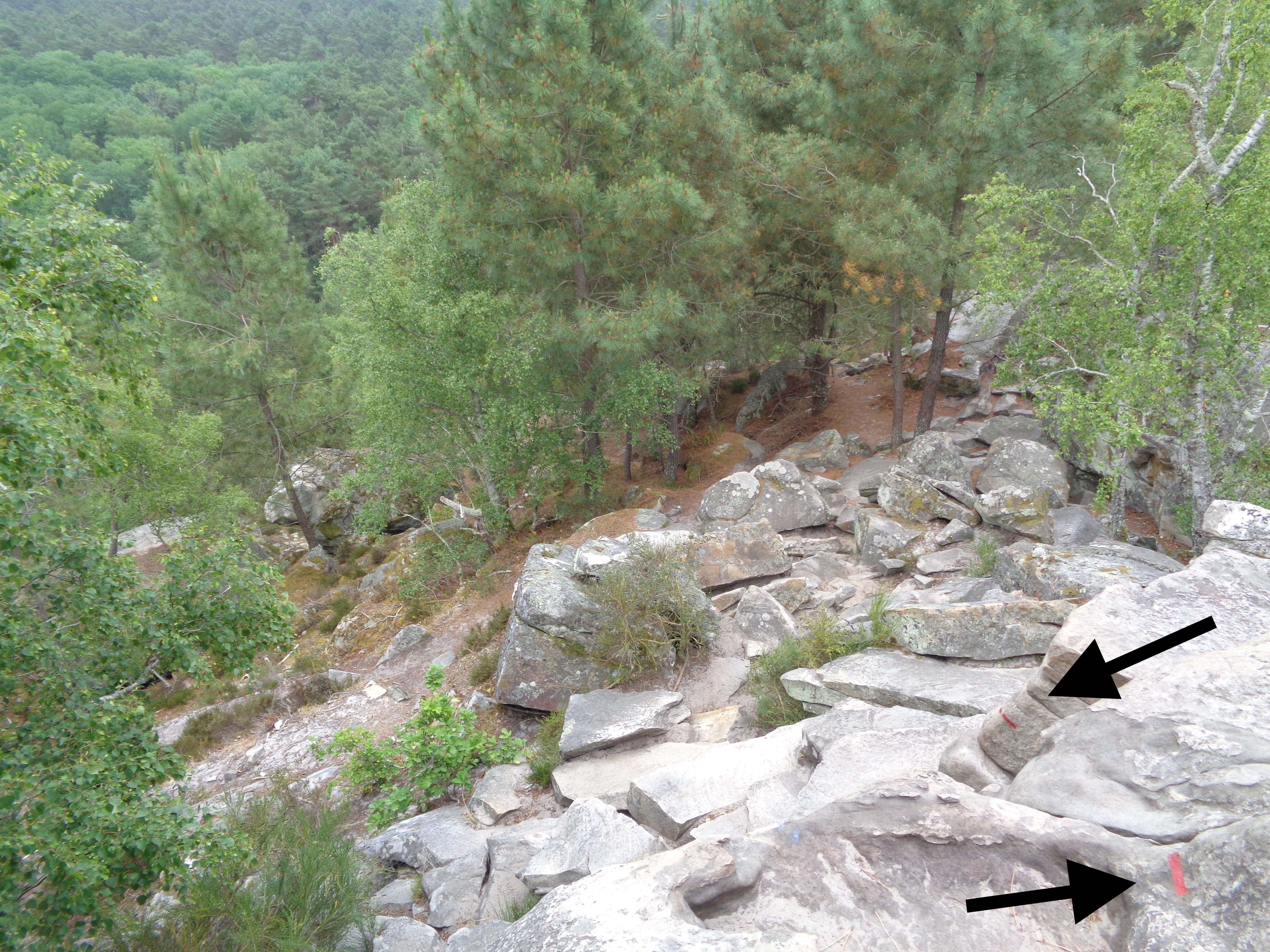
Balises rouges indiquant le chemin rocheux à suivre sur le circuit des 25 bosses en forêt de Fontainebleau.
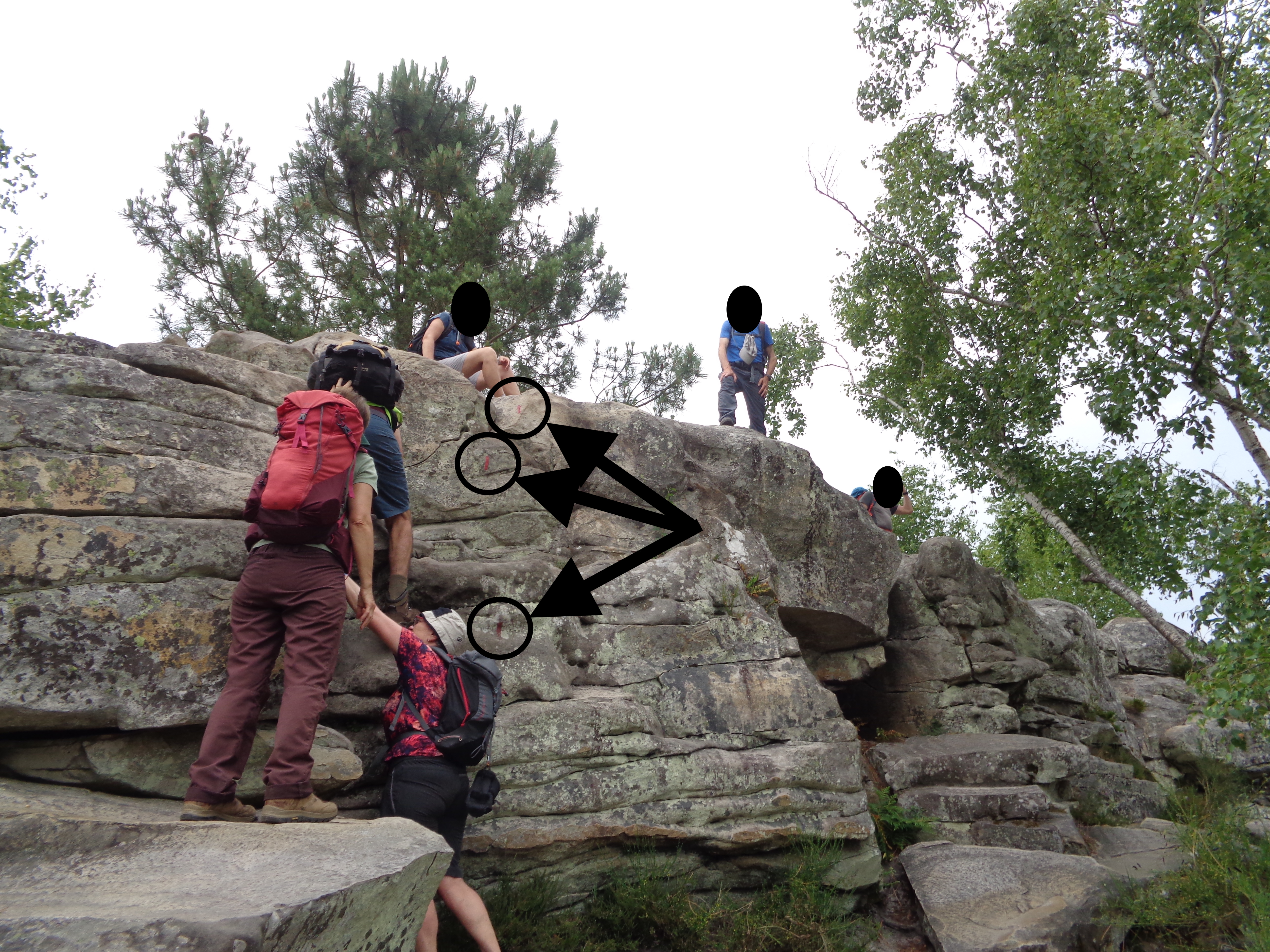
Randonneurs en 2025 suivant les balises rouges du circuit des 25 bosses en forêt de Fontainebleau.
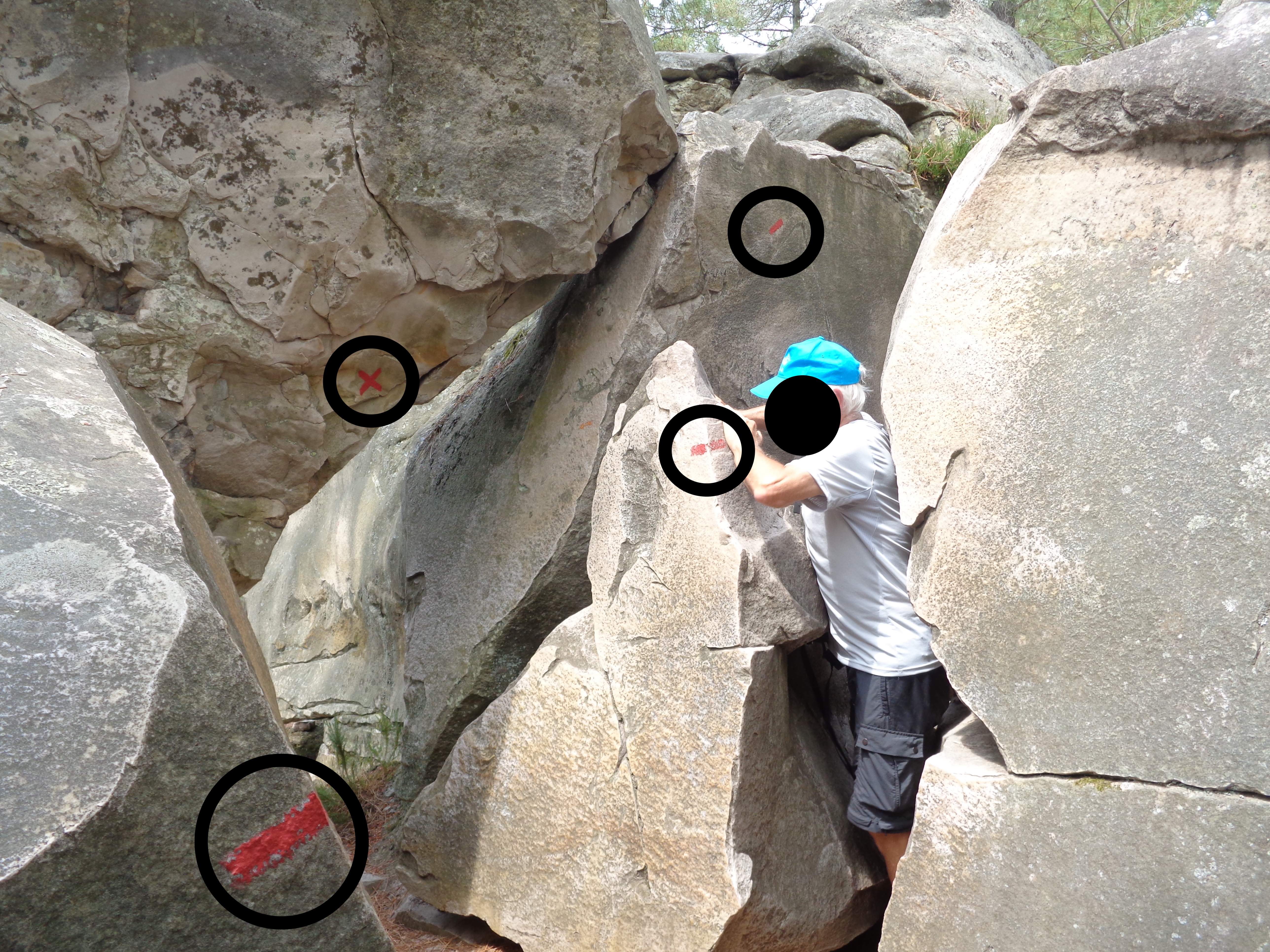
Randonneur suivant les balises rouges du circuit des 25 bosses.

### Italie

#### Vallée d'Aoste
En Vallée d'Aoste, une signalisation uniformisée est présente sur l'ensemble du territoire régional pour les sentiers de randonnée. Les directions et les temps de marche sans pause sont indiqués en français et en italien, les deux langues officielles de la région autonome, chacune sur l'un des deux côtés des panneaux.

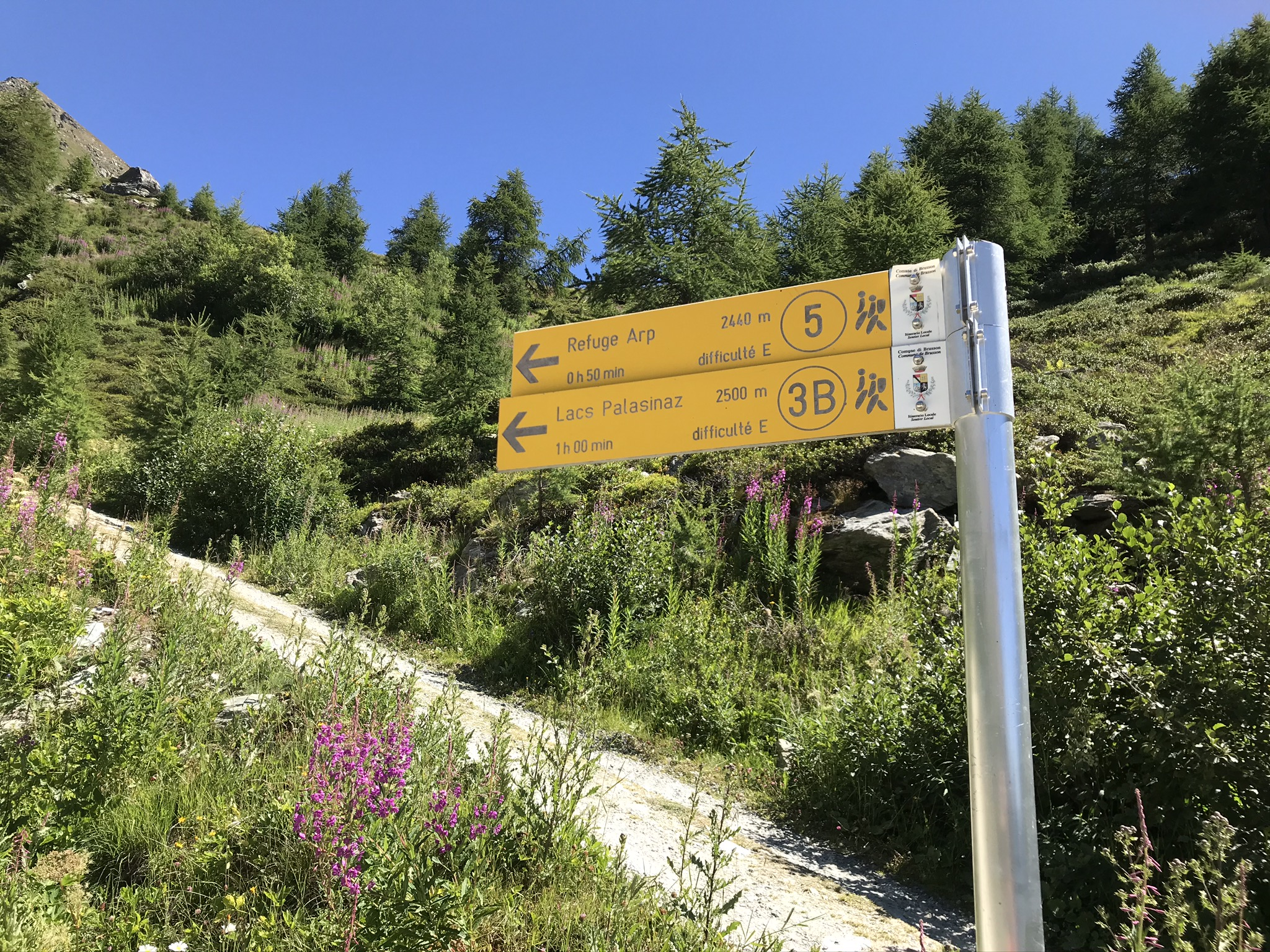
Panneaux indicateurs sur la commune de Brusson.
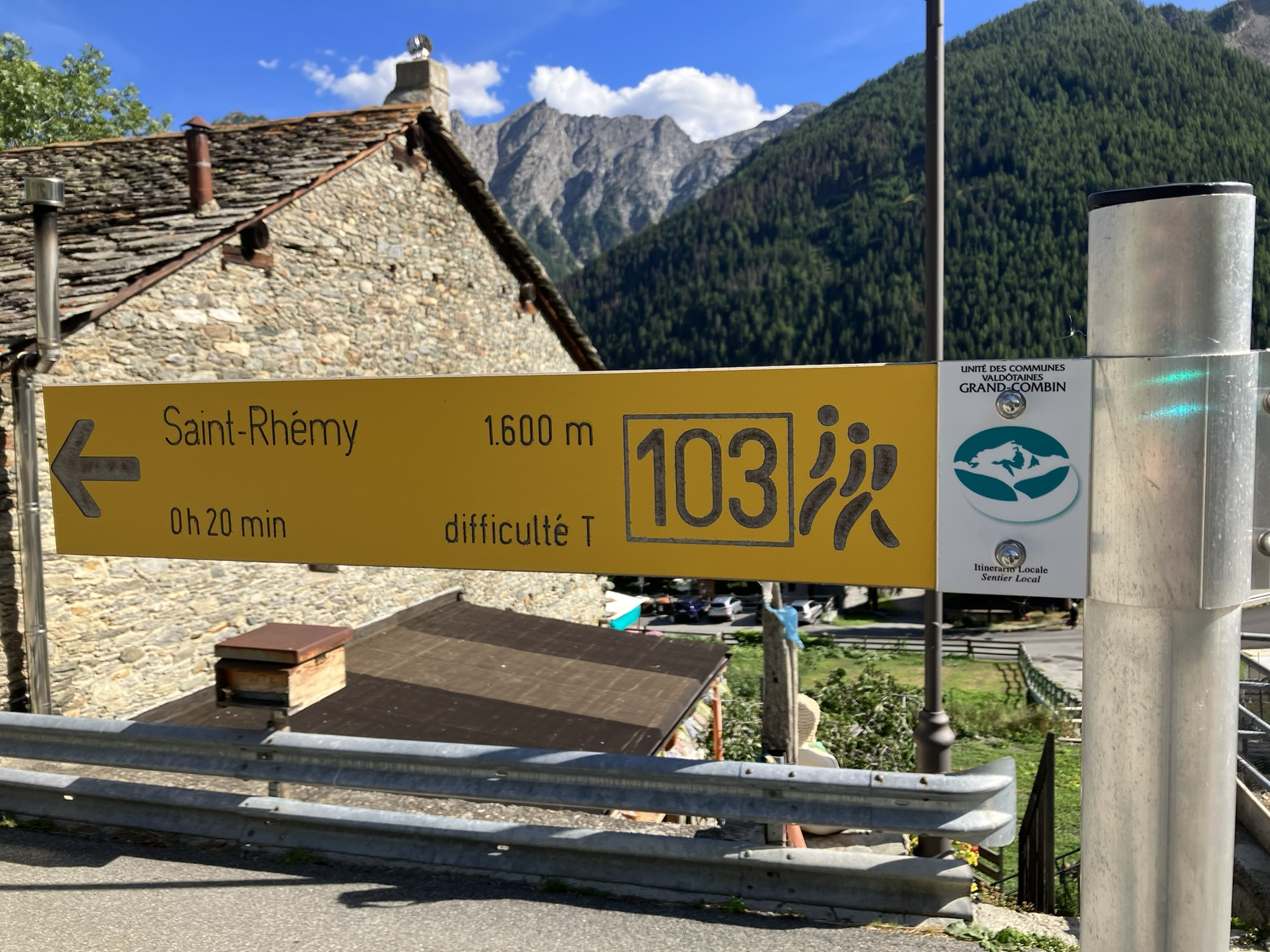
Panneau indicateur sur la commune de Saint-Rhémy-en-Bosses.
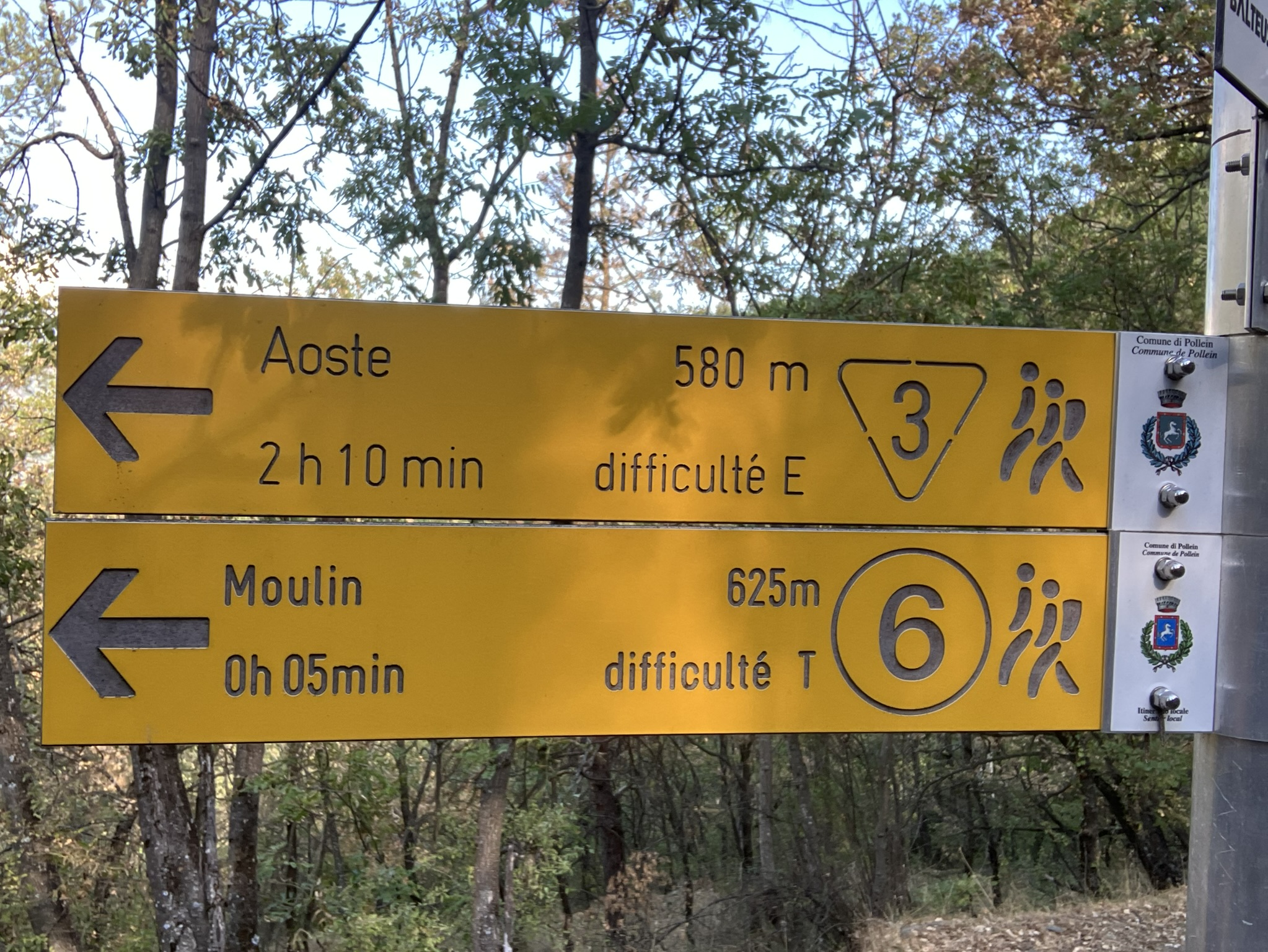
Panneaux indicateurs sur la commune de Pollein.

### Suisse
En Suisse, la Fédération Suisse de Tourisme Pédestre a créé une signalisation uniformisée des chemins de randonnée pédestre pour l'ensemble du territoire, selon un code de couleur indiquant la difficulté du parcours. Plus de 65 000 kilomètres de chemins de randonnée sont signalés. 

Chemins de randonnée pédestre
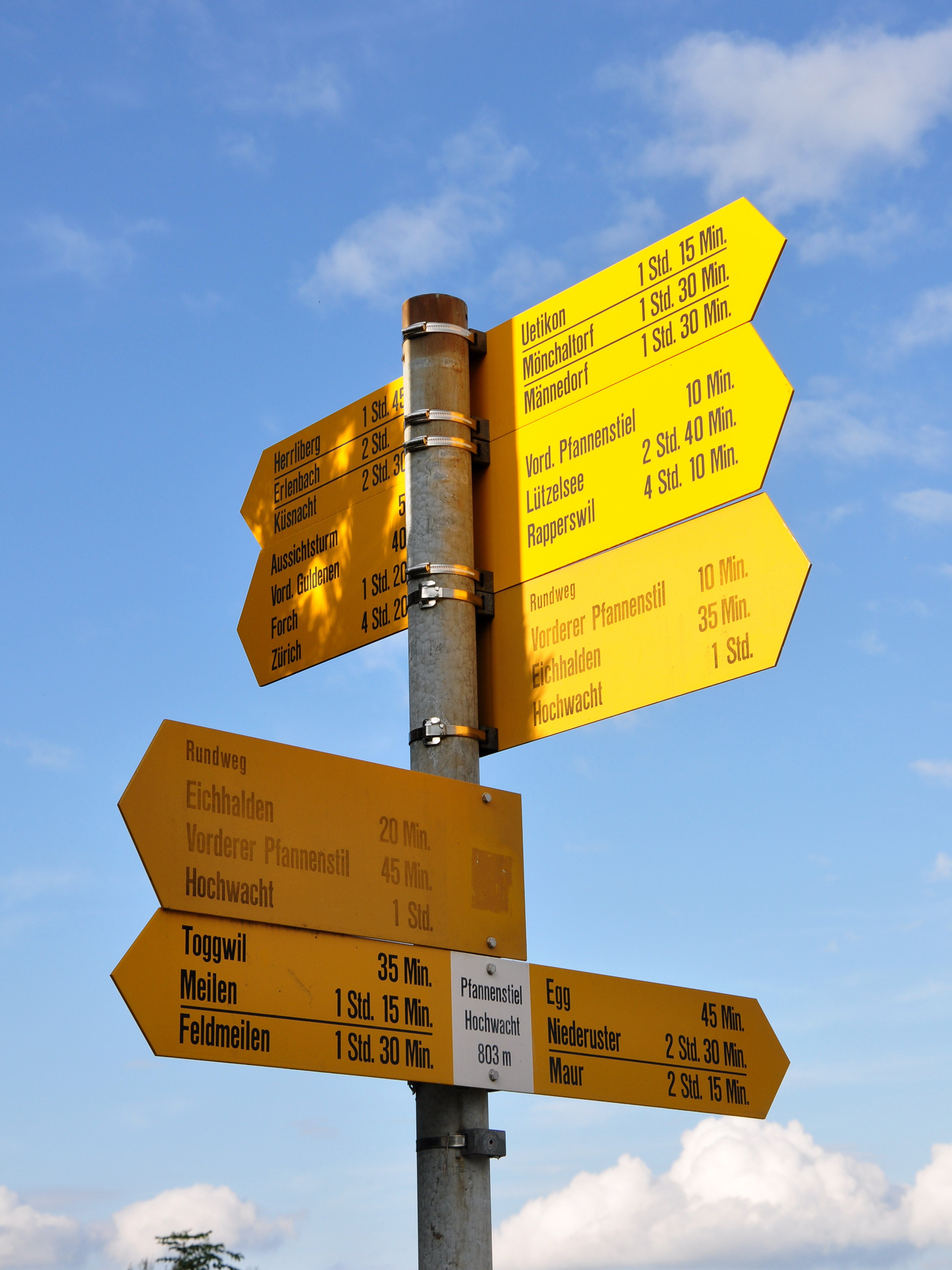
Les panneaux indicateurs jaunes indiquent les directions et les temps de marche sans pause.
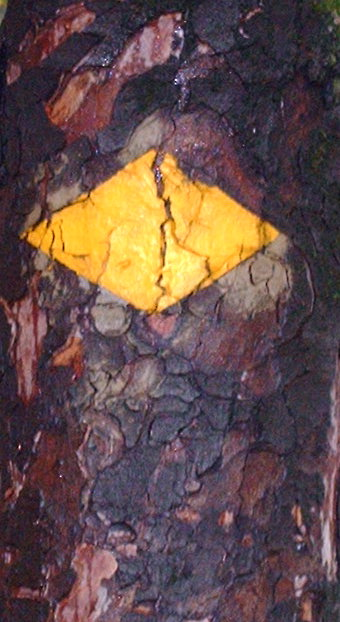
Le trajet est confirmé par des losanges jaunes le long du chemin de randonnée pédestre
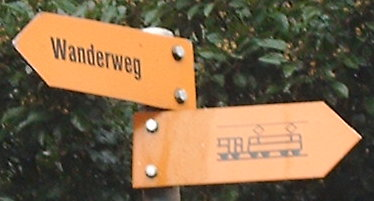
Les flèches montrent la direction à prendre.

Chemins de randonnée de montagne
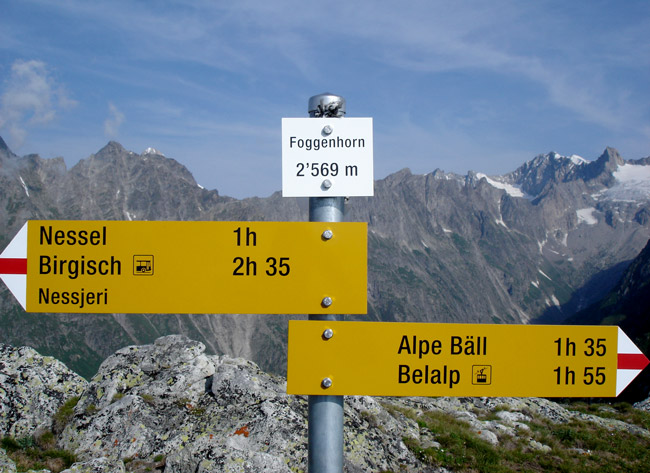
Le marquage blanc-rouge-blanc est appliqué à l'extrémité des panneaux indicateurs jaunes.
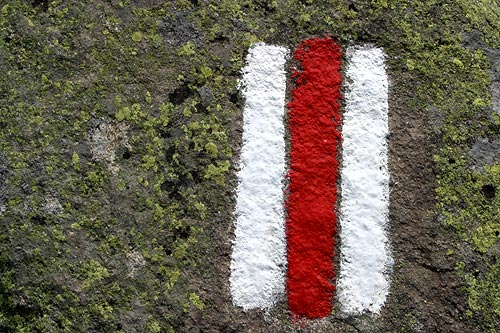
Le trajet est confirmé par des marquages blanc-rouge-blanc.

Chemins de randonnée alpine
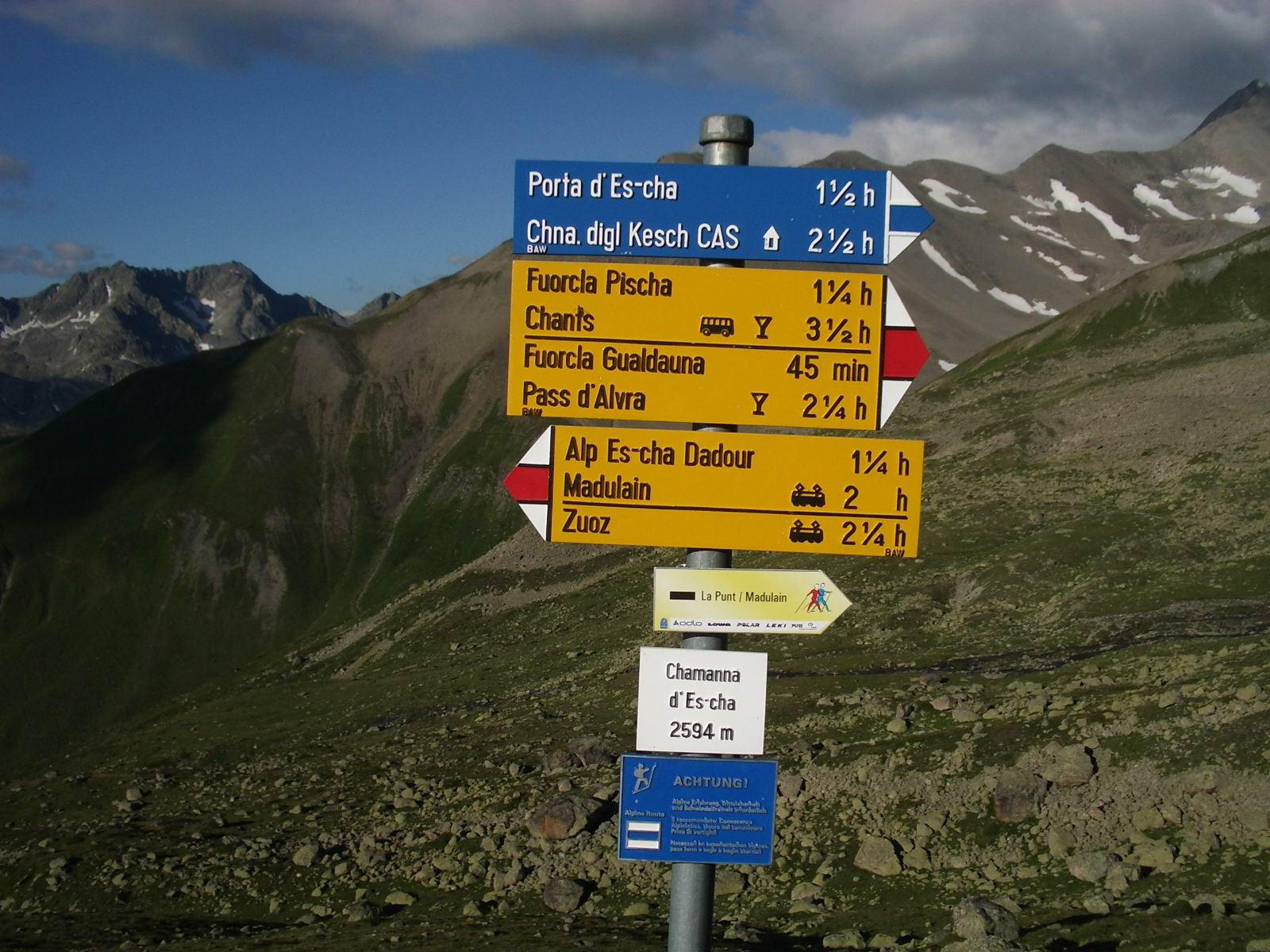
Les panneaux indicateurs bleus indiquent les chemins de randonnée alpine.
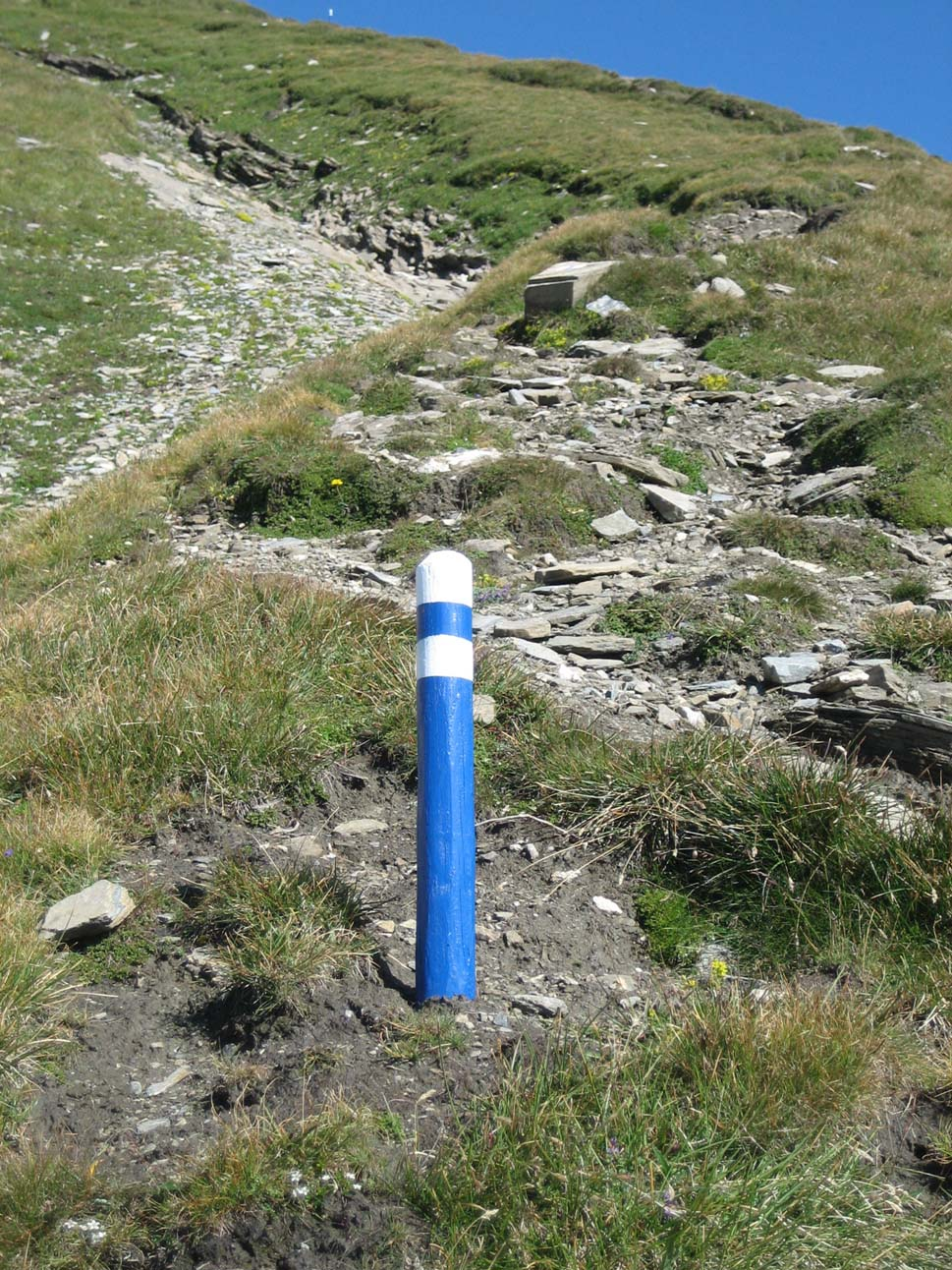
Le trajet est confirmé par des marquages blanc-bleu-blanc.
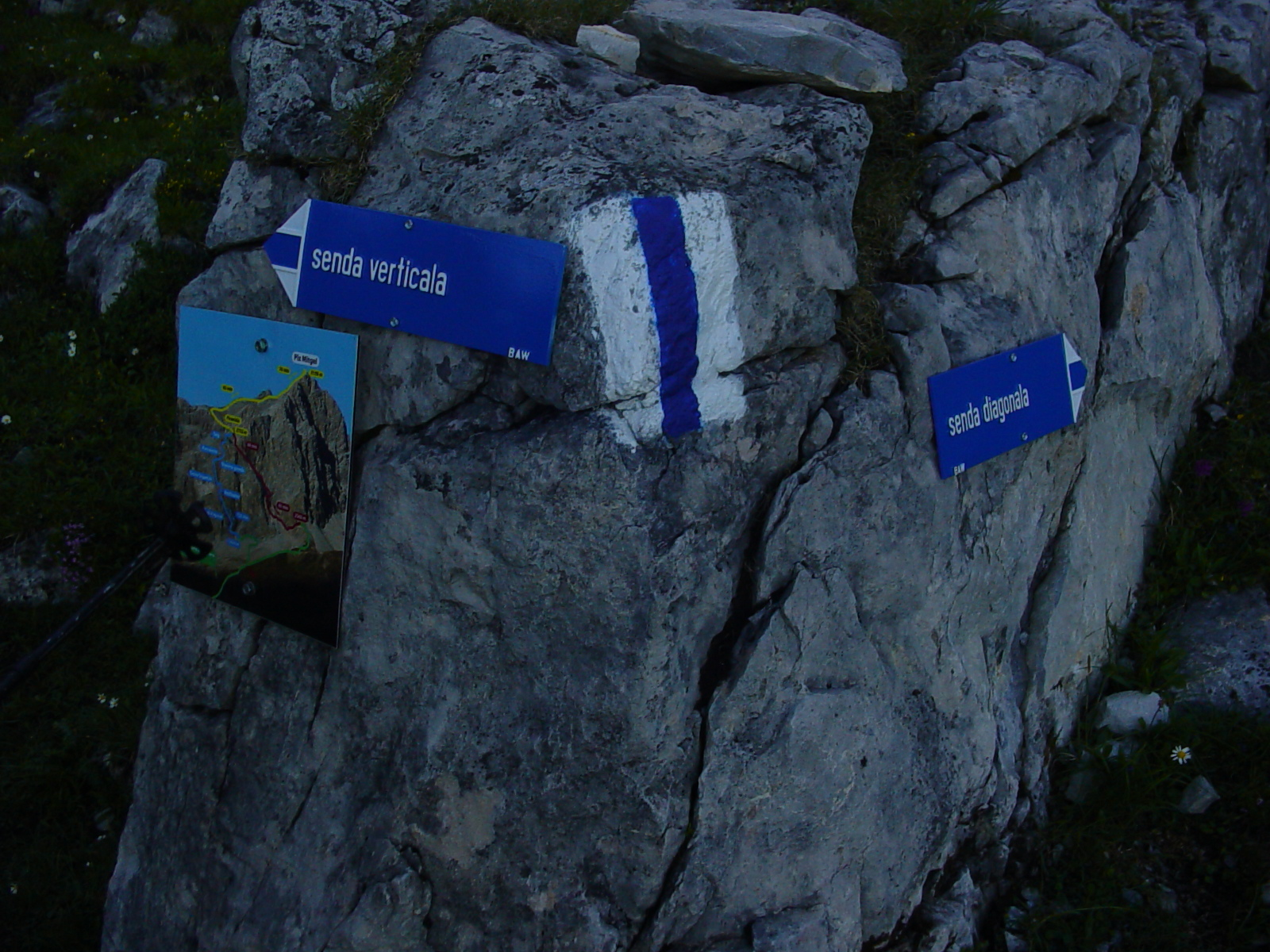
Les flèches bleues montrent la direction à prendre.

La Suisse à pied
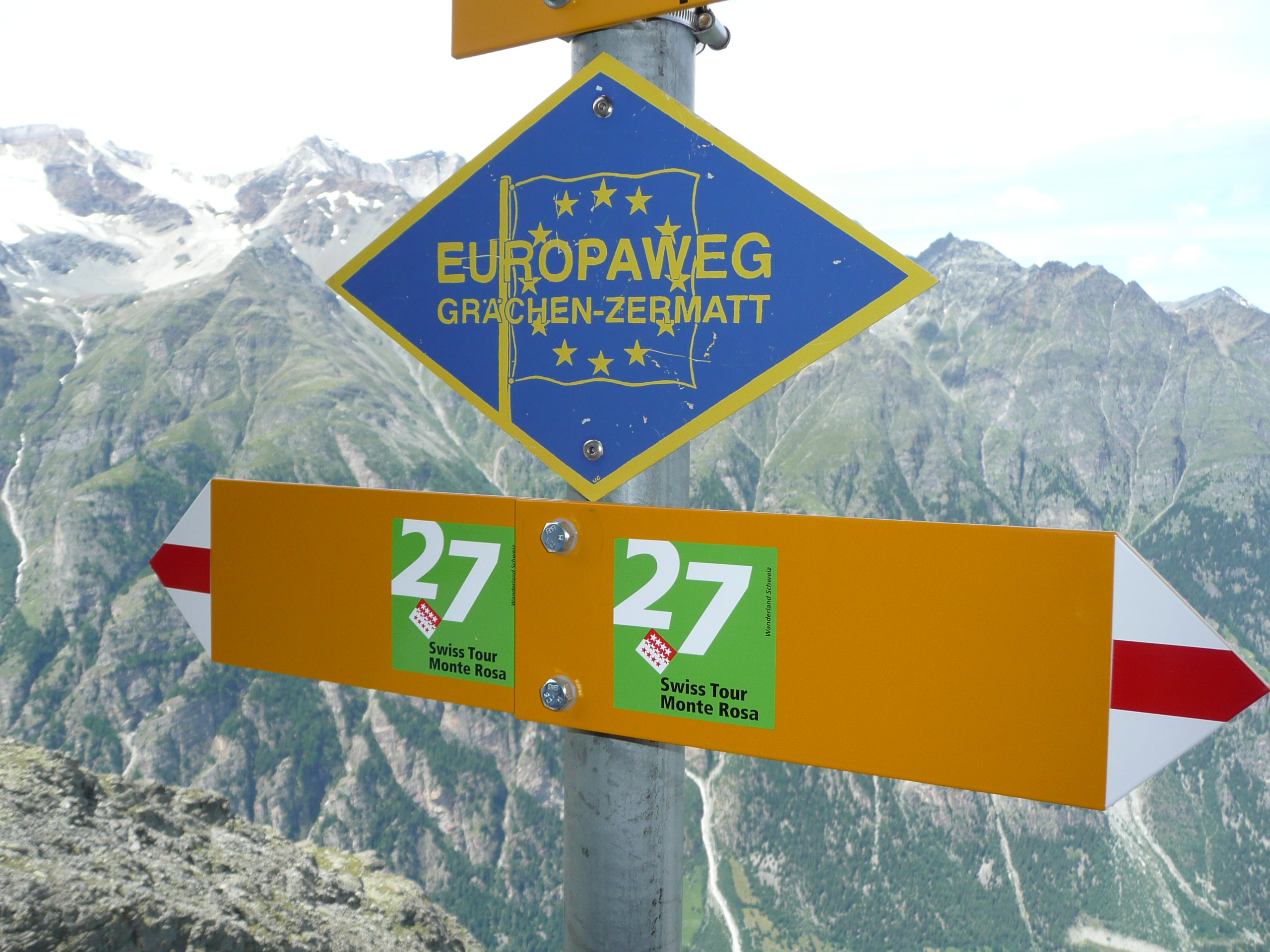
Le symbole de la Suisse à pied est appliqué sur les panneaux indicateurs.
Symbole de la Suisse à pied pour l'itinéraire de la Via Alpina.